# 女子アナ魂—こはるON AIR—
『女子アナ魂―こはるON AIR―』（じょしアナだましい こはるオンエアー）は、海野そら太の漫画。『週刊ヤングジャンプ』（集英社）にて2004年26号から2006年24号まで連載された。女子アナを題材にした、痛快コメディである。

## 登場人物
- 桃川小春（ももかわ こはる）
主人公。太陽テレビ入社3年目の女性アナウンサー。太陽テレビの看板アナウンサーになるという大きな野望を抱いているが、型破りな性格が災いして、同期に比べて出番が少ない。初めのうちは無茶な言動や、アナウンス技術の稚拙さ、ナレーションのような顔出しのない地味な仕事をナメた言動が目立っていたが、様々な仕事を経験していくうちに、少しずつアナウンサーとしての実力をつけていく。実家は銀座にある「クラブ白夜」という高級クラブで、映画監督の重鎮や大物俳優などの業界人も訪れることがあり、自身も大学の学費を稼ぐために同クラブでのバイト経験がある。
- 園部里佳子（そのべ りかこ）
小春と同期入社の女性アナウンサー。小春にとってのライバルである（正確には、小春に一方的にライバル視されているだけで、本人は全く意に介していない）。「ニュースタイムリー6」のメインキャスターを務める常に冷静沈着なクールビューティーで、対照的な性格の小春とは全くソリが合わない。自分で取材したわけでもないニュースをもっともらしく読むことに違和感を感じ始めたのをきっかけに、アナウンサーを辞めて報道記者に転じた。
- 堀田（ほった）
新人カメラマン。第一話の連続放火魔事件の犯人を小春と追跡して以降、小春と一緒に仕事をする機会が多くなり、次第に小春のことを慕うようになる。
- 乃木（のぎ）
「タイムリー6」プロデューサー。仕事中、いつも変わった味の煎餅（あんこ味、メロン味、ピーチ味、キウイ味など）を食べている。他の女子アナと違って無茶をやらかすことの多い小春をタイムリー6の中継で起用するなど、小春のことを評価している数少ない理解者である。そのため、小春を疎ましく思っている取締役の戸坂からは煙たがられており、わざと名前を呼び間違えられている。
- 滝（たき）
「おはようサンライズ」プロデューサー。小春を同番組のお天気お姉さんに抜擢した。小春をメインMC・成瀬の当て馬にすることで番組出演者同士の競争意識を煽ったり、地方でのお天気中継で小春やお天気コーナースタッフに高いレベルの要求をしたり、ライバルを蹴落として番組内で生き残る厳しさを小春に教える。
- 日比谷（ひびや）
太陽テレビの会長。かつてはバラエティの現場で走り回っており、大御所お笑い芸人・浅田グリヲとは「グリヲのポンコツ劇場」で一緒に仕事をした間柄である。テレビをこよなく愛しており、「テレビは面白くなければいけない」という信念を持っている。他のアナウンサーと違って感情が激しく肝がすわっている小春に期待をかけており、小春に課した様々なハードルを小春が越えていくのを温かく見守っている。
- 戸坂（とさか）
太陽テレビ取締役。総務省から太陽テレビに天下りした。小春にはずみでカツラを外されて以来、恨んでいる。
- 間宮真美（まみや まみ）
小春たちの後輩アナウンサー。局内では「マミリン」の愛称で呼ばれる。本人は悪気がある訳ではないが、空気を読まない発言や行動が多く、小春をはじめ皆によく怒られている。
- 新井ユキ（あらい ゆき）
太陽テレビの新人女性アナウンサー。秋田県出身であり、次郎という弟と、三子という妹がいる。園部里佳子に憧れて女子アナになったが、同期のアナウンサーの中で一番出遅れていた。また、気弱な性格のために、本来新人アナウンサー全員でしなければいけない雑用も、同期の女子アナから押しつけられることが多かった。あがり症でカメラの前で緊張のあまり喋ることができなかったが、小春のおかげで克服できた。初めての生中継を小春と担当して以降、小春の舎弟となる。同じ新人の堀田に秘かに好意を寄せている。
- 成瀬歩（なるせ あゆみ）
入社5年目の小春達の先輩で、太陽テレビの看板女子アナ。朝のニュース番組「おはようサンライズ」のメインキャスターや、週に5本のレギュラーバラエティ番組（うち3本がゴールデン枠）の他、特番もこなす売れっ子であり、ニュース番組・バラエティ番組・情報番組と多方面で実力を発揮している。多忙で風邪をこじらせた際に、後輩の西城の陰謀で風邪薬とすり替えられた睡眠薬を飲んでしまい、今にも倒れそうな状態になっても、カメラの前では絶対に明るい笑顔を絶やさないプロ意識の高さを持つ。
- 尾崎陽子（おざき ようこ）
太陽テレビのベテラン女性アナウンサー。現在は第一線から退いているが、以前は成瀬アナ同様、数多くの番組を受け持っていた。一見おっとりしているが、仕事に対しては厳しい言葉を放つ。初のナレーションを担当することになった小春を指導する。
- 久留米（くるめ）
「タイムリー6」ディレクター。普段タイムリー6で小春と一緒に仕事をする時は、小春の無茶で高慢な言動によりロケを乗っ取られていたため、小春が謹慎中にAD（アシスタント・ディレクター）としてロケに参加すると言い出した時には、日頃の恨みを晴らそうと企みコキ使っていたが、ADのするべき必要な仕事をほとんどソツなくこなし、小春が普段から裏方の仕事をちゃんと見ていたことが分かってからは、小春を見直すようになった。
- 北王子龍彦（きたおうじ たつひこ）
お昼の番組「ワイドサンシャイン」の司会を務める、小春より先輩の男性アナウンサー。爽やかなルックスと渋い声で、女性から圧倒的な支持を持つ。その上、有名大学卒・スポーツマン・フランスの帰国子女・金持ちというステータスも併せ持っている。しかし内実は、母親を「ママン」と呼ぶマザコンであり、母親からも溺愛されている。小春に惚れており、小春を落とそうと何度も口説いているが、全く相手にされていない。
- 北王子会長（きたおうじかいちょう）
太陽テレビの大口スポンサー・北王子グループのやり手女会長であり、北王子アナの母親。小春が北王子アナにちょっかいを出したと勘違いして以来、小春に対し敵意を示すようになる。北王子アナと小春が一緒に特番に出るのをやめさせるために会議に首を突っ込んで、同グループの新商品の販売キャンペーンで小春が商品を完売できなければ特番に出させないという無理難題を小春に押しつけるも、失敗に終わる。
- 鴨下（かもした）
「タイムリー6」の男性ディレクター。嫌味な性格であり、戸坂と組んで小春をタイムリー6から降ろそうと画策する。その後「おはようサンライズ」に異動になってからも小春や堀田と同じお天気中継のチームを組まされることになり、小春達を足手まとい扱いしていた。しかし、地方でのお天気中継の成功をきっかけにチームが少しずつ結束していき、小春がお天気コーナーを卒業してからも何かあれば心配して声を掛けるようになった。
- 佐藤（さとう）
「タイムリー6」の女性AD。元々は報道記者志望だったが、制作に配属され、鴨下と同じチームに所属していた。ヘマをよくやらかす要領の悪さから、鴨下の怒りを買うことが多く、そのため鴨下に、小春と一緒に番組を降板させようと画策されるが、臨時ニュースのカンペを急遽書き上げて小春のピンチを救う。その後、鴨下から「お前はオレと違って真っ当にやってりゃ出来る奴みたいだから、記者になれ」と薦められ、ADを辞めて記者となった。
- 西城奈々子（さいじょう ななこ）
「おはようサンライズ」のニュースを担当する女性アナウンサー。プライドが高く、番組内の自分のポジションを新加入の小春に奪われないように小春に執拗な嫌がらせをしたり、先輩の成瀬をメインMCの座から引きずり降ろすために風邪薬を睡眠薬とすり替えて飲ませるなど、あらゆる汚い手段を取るが失敗し、最終的には過労により倒れて入院を余儀なくされ、番組を降板する。
- 児嶋（こじま）
「おはようサンライズ」お天気コーナー担当の男性フロアマネージャー（以下、フロマネ）。一年目にもかかわらず実力を認められて西城の下でフロマネを担当していたが、それが西城の鼻についたため、西城にいびられていた（わざと細かいミスをしたり、児嶋の指示を徹底的に無視するなど、児嶋に責任をなすり付けていた）。それ以来自信を無くしてオドオドしていたが、小春に「アンタが現場を作るんだよ」、「決めるのはアンタの仕事でしょ！」と一喝されたことで、次第に自信を取り戻していく。
- 野沢（のざわ）
制作会社から派遣されている「おはようサンライズ」お天気コーナー担当の男性AD。ディレクターの鴨下とは同い年だが自分より立場が上で、局員だから自分より危険でキツい仕事をしなくて済む鴨下を快く思っておらず、事あるごとに対立していた。しかし、地方でのお天気中継を小春達と成功させたことをきっかけに、少しずつ関係を修復しつつある。
- 浅田グリヲ（あさだ グリヲ）
大御所お笑い芸人。一時は出演番組がどれも視聴率30%を超えた、お笑い界の頂点にいる人物。結果を出さないと即切り捨てられる厳しい業界を生き抜いてきたため、結果（視聴率）主義者である。自身の冠番組「グリヲ笑店」の新メンバーにお色気担当として小春を起用し、深夜番組にもかかわらず5%台だった視聴率を参加一週目から6%台に引き上げるノルマを小春に要求する。初めのうちは週を追うごとに露出の多いコスプレを着ることでノルマをクリアしてきた小春だが、頭打ちして悩んでいたところを母親から「認めさせるんじゃなく、信用してもらえる女になるんだよ」と助言を受けたのをきっかけに、服を脱がなくても番組メンバーと上手く絡めるようになった小春を見て、小春への信頼を深めていった。
- 犬養仁（いぬかい ひとし）
深夜バラエティ番組「グリヲ笑店」のプロデューサー。日比谷がバラエティの現場にいた頃は、ADとしてコキ使われていた日比谷から「イヌ」と呼ばれていた。そのため、未だに日比谷には頭が上がらない。また、日比谷からバラエティでお色気を使うことを叩き込まれ、これまでお色気が欠けていた「グリヲ笑店」に小春を起用した。
- 夏子（なつこ）
銀座の高級クラブ「クラブ白夜」のママであり、小春の母親。小春が「グリヲ笑店」でメンバーと上手く絡めずに悩んでいた時や、クラブでのバイト経験のスキャンダルで批判を浴びていた時に厳しい言葉で叱咤し、小春を奮起させた。
- 林（はやし）
年輩の男性気象予報士。髪型がいわゆるマッシュルームカットであり、小春から「エリンギみたいなオッサン」と言われて存在を軽んじられていた。ところが、小春が「おはようサンライズ」異動後に滝から「全国の朝は君で始まる」と言われて調子に乗せられてから、気象について積極的に尋ねられるようになる。
- 白石（しらいし）
小春の仕事のスケジュールを事前に調べ、ロケ現場や自宅にまで押しかけて写真を撮る、小春の熱狂的なファンでニートのカメラ小僧。太めの体型でメガネをかけ、キャップをかぶっている。小春がホステスとして働いていた頃の写真が週刊誌に載せられて、小春が批判に晒される中でもニートの仲間達と小春を精一杯応援し続けた。

## 単行本
集英社から、全5巻（ヤングジャンプコミックス）
- 第1巻 ISBN 4088768515
- 第2巻 ISBN 4088768922
- 第3巻 ISBN 4088770471
- 第4巻 ISBN 408877082X
- 第5巻 ISBN 4088771249
  - 第5巻には、「女子アナ魂」（本作の原型、『週刊ヤングジャンプ』2005年2号掲載）、および「花」（『週刊ヤングジャンプ増刊 漫革』掲載）の2編の読切作品が収録されている。